# La Bella Ingeborg
Valborg Elisabeth Gröning, más conocida como La Bella Ingeborg (Gävle, Suecia; 3 de abril de 1890-Gävle, Suecia; 24 de diciembre de 1970)  fue una artista de circo sueca.

## Trayectoria
Gröning nació en Gävle en 1890; su madre, Brita Gröning, la crio sola y la apodó Bojan. Los vecinos de la familia eran Julia Andersson y Knut Lindberg, propietarios del circo Lindberg, que se quedaban en Gävle en invierno entre sus giras. La pareja vio el potencial artístico de Gröning cuando tenía cuatro años, y convencieron a su madre para que le permitiera adoptarla. Andersson le enseñó los fundamentos del ballet y la equitación, con una disciplina que rayaba en el maltrato.

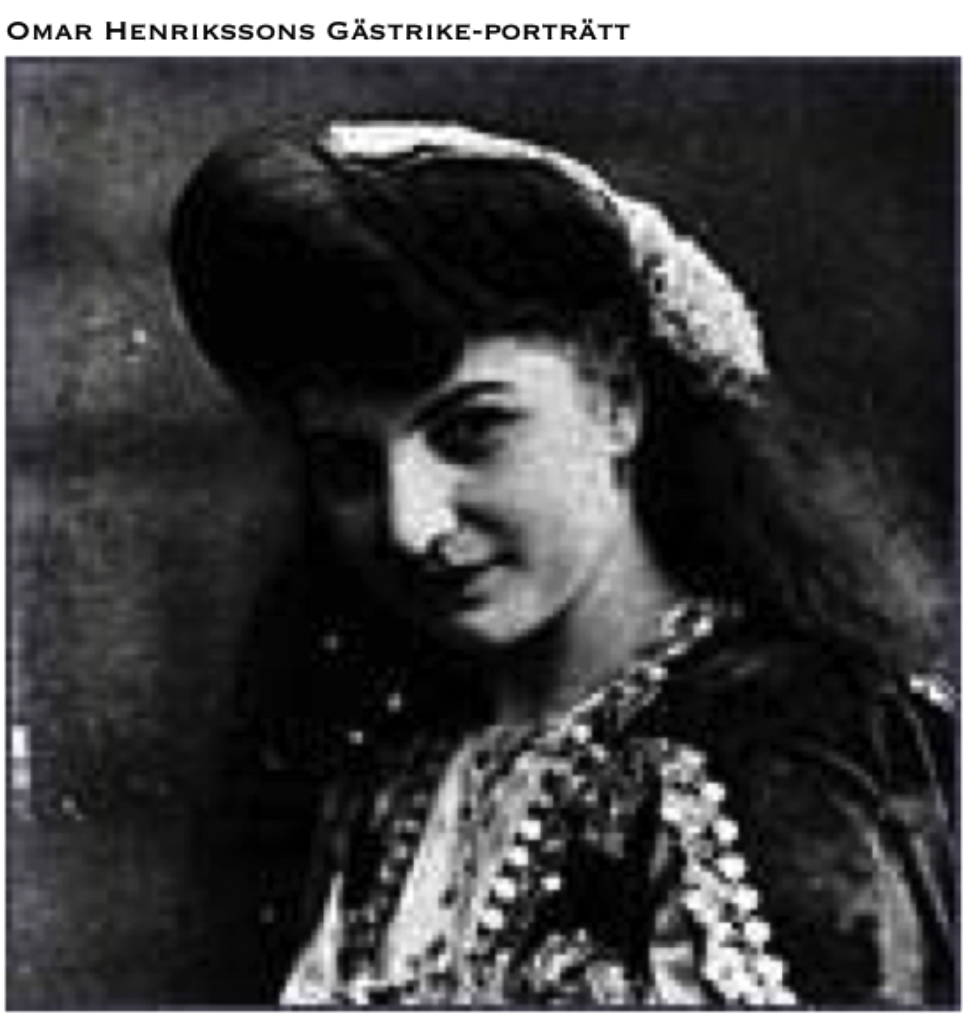
La Bella Ingeborg

Gröning debutó en el escenario a los cinco o seis años con rutinas de contorsión y danza, seguidas de acrobacias a caballo. En la adolescencia adoptó el nombre artístico: Bella Ingeborg, etapa en la que también realizaba acrobacias en la cuerda floja.
Conoció a Charles Bazola, también artista de circo, que trabajaba como payaso en un circo rival. Gröning abandonó el circo Lindberg y huyeron juntos; se casaron hacia 1908 en Copenhague, y tuvieron una hija, Hélène, nacida en 1912 y criada en parte por su abuela. Vivieron un tiempo en Rusia, hasta la revolución de 1917.
A partir de 1921, la pareja actuó por toda Europa, y realizó una gira por Estados Unidos, hasta el estallido de la Segunda Guerra Mundial en 1939; para ese momento, se encontraban en Alemania, donde Bazola fue internado por tener nacionalidad francesa, pero Gröning consiguió regresar a Suecia. Se reunieron en 1941 y dieron su último espectáculo juntos en Gävle en 1942. Después trabajaron como vendedores de periódicos.  Bazola murió en 1946.
Gröning se volvió a casar en 1964 y murió en 1970;  la pareja está enterrada en la tumba familiar Möller-Bazola en el antiguo cementerio de Gävle,  junto a Bazola y otros artistas de circo de la ciudad.

## Reconocimientos
El Museo del Condado de Gävle conserva varios trajes de La Bella Ingeborg, donados por su segundo marido.